# E821号線
E821号線 (E821ごうせん、英: European route E821) は欧州自動車道路のBクラス幹線道路。全線がイタリアにあり、ローマ – サン・チェザーレオを結ぶ。

## 経路
- イタリア
  - E80号線 – ローマ
  - E45号線 – サン・チェザーレオ